# Martin Frobisher
Martin Frobisher (Altofts, ca. 1535 — Plymouth, 22 de novembro de 1594) foi um marinheiro e militar inglês que realizou viagens ao Novo Mundo para procurar a Passagem do Noroeste.
Organizou três expedições (1576, 1577 e 1578) à Gronelândia, no curso das quais explorou as costas da ilha Baffin, o estreito de Hudson e a baía que leva o seu nome, tentando em vão descobrir a Passagem do Noroeste para a China. Em 1576 regressou a casa com o que cria que fosse ouro, mas que afinal era apenas pirita, o que se designa hoje como o "ouro de Tolo".

## Primeira viagem
Já em 1560 ou 1561, Frobisher tinha formado uma resolução para empreender uma viagem em busca de uma Passagem Noroeste como uma rota de comércio para a Índia e China (referida na época como Catai).
Ele levou cinco anos para ganhar financiamento necessário para o seu projeto. Em 1576, Frobisher conseguiu convencer a Companhia Moscovita, um consórcio comerciante inglês, que já tinha enviado várias partes buscando a Passagem do Nordeste, a licenciar sua expedição. Com a ajuda de Michael Lok, director da Companhia de Moscóvia, Frobisher foi capaz de levantar capital suficiente para três cascas: o Gabriel e Michael, de cerca de 20-25 toneladas cada e uma lancha sem nome de dez toneladas, com uma tripulação total de 35.
Participou na expedição de pirataria de Francis Drake à América do Norte (1585) e esteve no combate contra a Armada Invencível (1588). Morreu apoiando Henrique IV de França contra a Liga Católica e os espanhóis.
Em sua homenagem uma grande baía da ilha de Baffin tem o seu nome (baía de Frobisher).